# 列支敦斯登的海因里希·哈特奈德
列支敦斯登的海因里希·哈特奈德（德語：Heinrich Hartneid von und zu Liechtenstein，1920年10月1日—1993年11月29日），列支敦斯登親王法蘭茲·約瑟夫二世的幼弟。

## 家庭
1968年，海因里希·哈特奈德與阿瑪莉埃·格拉芬（Amalie Gräfin）結婚，兩人共有1子2女：
1. 瑪麗亞·伊莉莎白（1969年出生）
2. 胡貝圖斯·阿洛伊斯（1971年出生）
3. 瑪麗·特蕾絲（1974年出生）